# Honghe
För andra betydelser, se Honghe (olika betydelser).
Honghe, tidigare stavat Hungho, är en autonom prefektur för hani- och yi-folken i Yunnan-provinsen i sydvästra Kina.
Honghe är kinesiska och betyder "Röd flod", vilket syftar på Röda floden som rinner igenom prefekturen.
I prefekturen ligger de terrassodlingar som bildar världsarvet Honghe Hani risterrasser.

## Administrativ indelning
Honghe består av fyra städer på häradsnivå, sex reguljära härad och två autonoma härad:
- Staden Gejiu - 个旧市 Gèjiù shì ;
- Staden Kaiyuan - 开远市 Kāiyuǎn shì ;
- Staden Mengzi - 蒙自市 Méngzì shì ;
- Staden Mile - 弥勒市 Mílè shì ;
- Häradet Lüchun - 绿春县 Lùchūn xiàn ;
- Häradet Jianshui - 建水县 Jiànshuǐ xiàn ;
- Häradet Shiping - 石屏县 Shípíng xiàn ;
- Häradet Luxi - 泸西县 Lúxī xiàn ;
- Häradet Yuanyang - 元阳县 Yuányáng xiàn ;
- Häradet Honghe - 红河县 Hónghé xiàn ;
- Det autonoma häradet Jinping för miao-, yao- och dai-folken - 金平苗族瑶族傣族自治县 Jīnpíng miáozú yáozú dǎizú zìzhìxiàn ;
- Det autonoma häradet Hekou för yao-folket - 河口瑶族自治县 Hékǒu yáozú zìzhìxiàn ;
- Det autonoma häradet Pingbian för miao-folket - 屏边苗族自治县 Píngbiān miáozú zìzhìxiàn.